# Raphe perinei

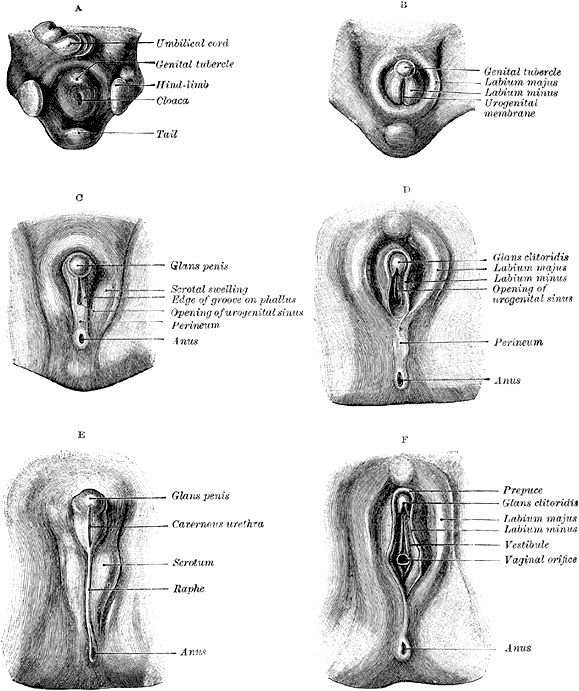
Vývoj mužských a ženských pohlavních orgánů

Raphe perinei je pruh tmavší a mírně vystouplé kůže probíhající středem hráze a rozdělující lidské tělo na symetrické poloviny, u mužů pokračuje dále přes šourek a spodní stranu penisu. Tento kožní šev se vytváří během embryonálního vývoje (asi v sedmém týdnu těhotenství). Název pochází z výrazu rafe, označujícího diakritické znaménko v hebrejském písmu, které má podobu vodorovné čárky.
Roku 2001 publikovali američtí vědci Scott F. Gilbert a Ziony Zevit teorii, podle níž je termín „žebro“ použitý v knize Genesis eufemismem: Bůh ve skutečnosti stvořil Evu z Adamovy pyjové kosti a raphe perinei je jizvou po tomto zákroku. Autoři argumentují tím, že člověk je jediným primátem, kterému pyjová kost chybí.

## Související článek
- Linea nigra